# Idia rotundalis
Idia rotundalis là một loài bướm đêm thuộc họ Noctuidae. Nó được tìm thấy ở miền nam Canada tới Florida và Texas.
Sải cánh dài khoảng 20 mm. There is one generation ở phía bắc và two hoặc more generations in the south.
Ấu trùng ăndetritus, bao gồm dead leaves.

## Hình ảnh

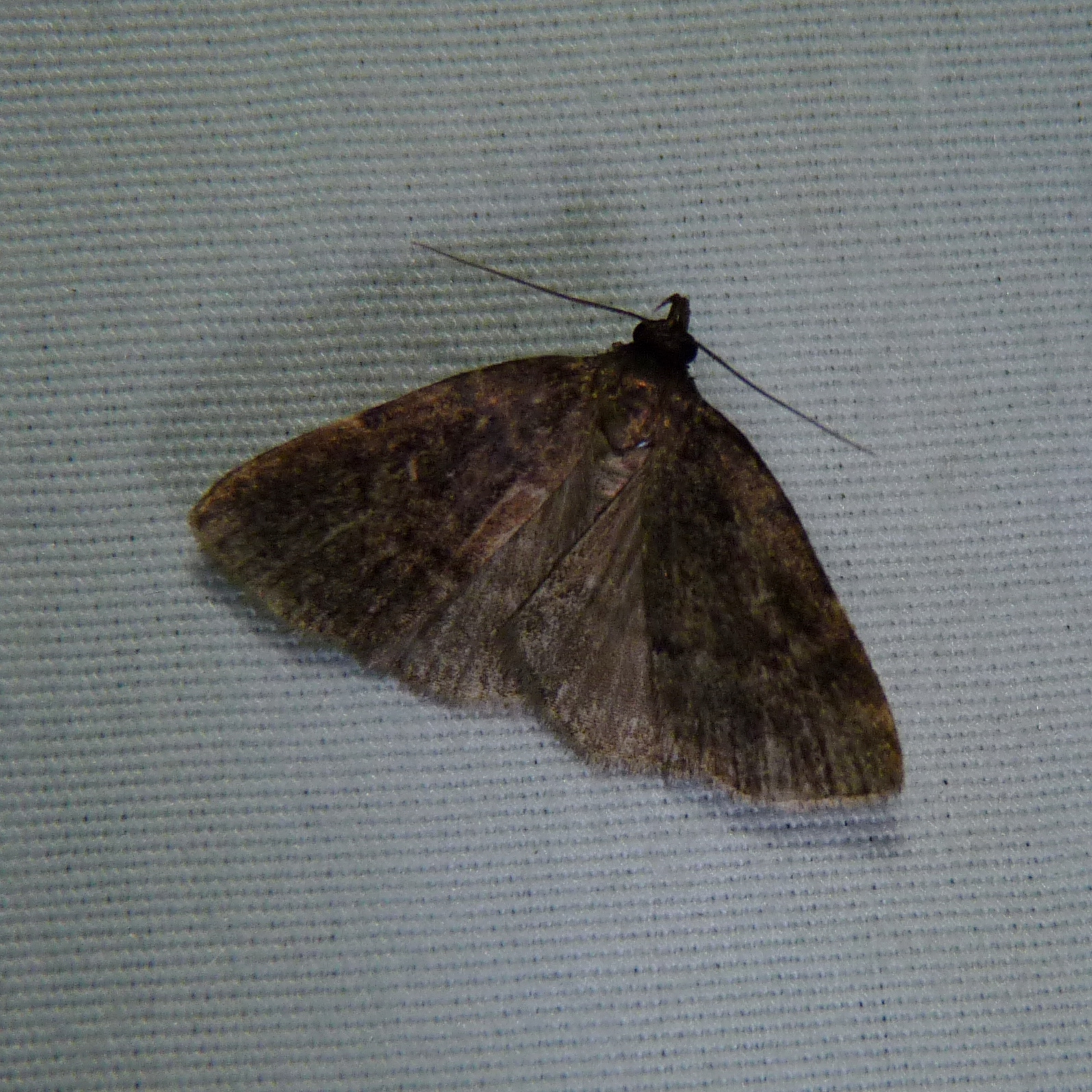